# Мансуров, Фарид Салман оглы
Фарид Салман оглы Мансуров (азерб. Fərid Salman oğlu Mansurov; 10 мая 1982, Дманиси, Грузинская ССР) — азербайджанский борец классического (греко-римского) стиля, мастер спорта, чемпион летних Олимпийских игр 2004 года в Афинах в весовой категории до 66 кг, двукратный чемпион мира. Был знаменосцем азербайджанской сборной на торжественной церемонии открытия летних олимпийских игр 2008 года в Пекине.

## Биография
Фарид Салман оглы Мансуров родился 10 мая 1982 года в Дманисском районе Грузинской ССР. В 1984 году с семьёй переехал в Баку. С 1992 года под руководством тренера Алигулу Гасанова начинает тренировки по греко-римской борьбе в клубе «Нефтчи» и до прекращения спортивной карьеры продолжал защищать цвета этого клуба. Первым достижением было второе место на чемпионате мира среди юношей в 1997 году.
Фарид Мансуров в 2000 году занимает первое место на чемпионате Азербайджана по борьбе. А через год занимает первое место на чемпионате мира по борьбе среди молодёжи в Узбекистане.
Несмотря на молодой возраст Фарид во главе с тренером Эльчин Джафаровым в 2002 году начинает готовиться к чемпионату мира по борьбе среди взрослых и занимает второе место. В 2003 году победив в турнире Гран-При выигрывает лицензию на олимпиаду в Афинах и в 2004 году в своей весовой категории (66 кг) занимает в Афинах первое место и становится Олимпийским чемпионом. После победы на Олимпиаде в Афинах, Фарид Мансуров был избран Министерством молодёжи и спорта Азербайджана а также газетой «Чемпион» лучшим спортсменом страны 2004 года.
В 2005 году Мансурову была присвоена Специальная олимпийская стипендия Президента Азербайджанской Республики.
После олимпиады в 2004 году получает тяжелую травму спины и в связи с этим 3 года не может тренироваться. Однако перед чемпионатом мира 2007 года возвращается в спорт и в тот же год становится чемпионом мира по борьбе и выигрывает лицензию в Пекинскую олимпиаду. в 2007 году второй раз был удостоен звания лучшего спортсмена Азербайджана после победы на чемпионате мира по греко-римской борьбе, проходившем в Баку в спортивно-концертном комплекске имени Гейдара Алиева. Фарид Мансуров также входил в состав оргкомитета в поддержку заявки Олимпиады-2016 в Баку.
В 2009 году на чемпионате мира по греко-римской борьбе, проходившем в Дании Фарид занял первое место. С 2010 года — тренер национальной сборной Азербайджана по греко-римской борьбе.
6 сентября 2016 года был назначен на должность главы спортивного отдела Министерства молодежи и спорта Азербайджана.
8 декабря 2021 года Фарид Мансуров был отправлен в отставку с поста начальника управления спортом в министерстве молодежи и спорта и назначен на должность проректора по делам спорта в Азербайджанской государственной академии физкультуры и спорта.

## Орден «Слава»
Указом президента Азербайджанской Республики Ильхама Алиева от 4 сентября 2004 года, за большие заслуги в развитии азербайджанского спорта а также за высокие достижения, показанные на XVIII летних олимпийских играх в Афинах, Мансуров Фарид Салман оглу был награждён орденом «Слава».

## Звания
- Серебряный призёр первенства мира среди кадетов 1997 года. (Марибор, Словения)
- Победитель первенства мира среди молодёжи 2001 года. (Ташкент, Узбекистан)
- Серебряный призёр чемпионата мира 2002 года. (Москва, Россия)
- Чемпион мира 2007 года. (Баку, Азербайджан)
- Бронзовый призёр «Золотого Гран-При» 2009 года, в весовой категории до 74 кг. (Сомбатхей, Венгрия) [9]
- Чемпион мира 2009 года. (Хернинг, Дания)